# Det heliga kriget

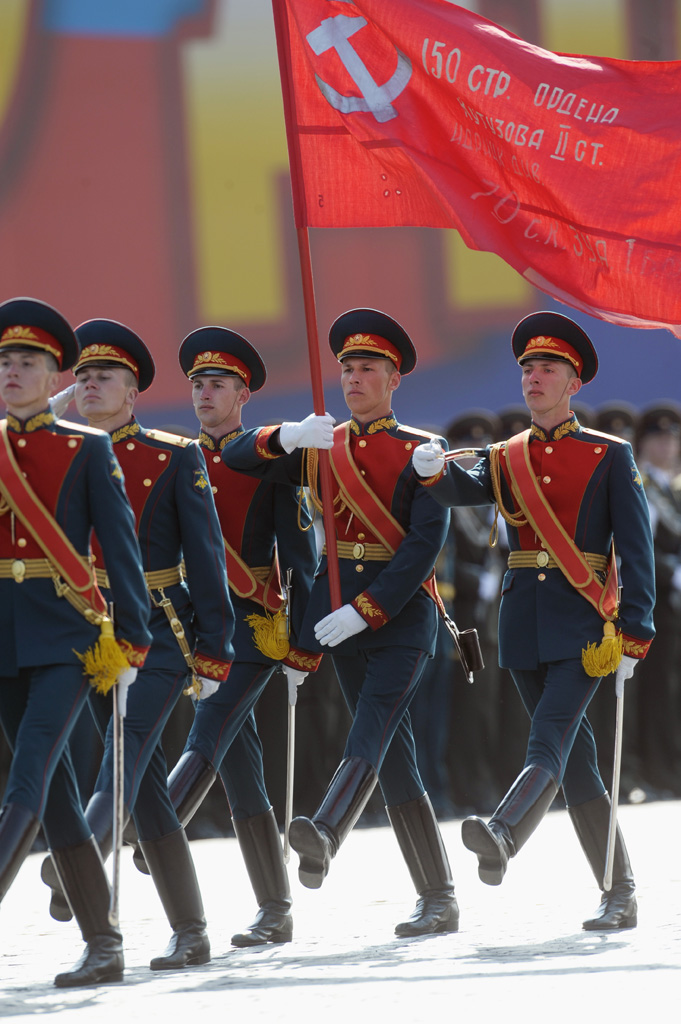
Vid den årliga paraden till minne av Segerdagen 1945 för fanvakten Sovjetiska segerfanan, samtidigt som musiken till Det heliga kriget spelas.

Det heliga kriget (ryskaː Свяще́нная война́/Svjasjchénnaja vojná) är en rysk kampsång från andra världskriget.

## Historik
Texten till sången skrevs strax efter det tyska anfallet mot Sovjetunionen 1941 (Operation Barbarossa) av Vasilij Lebedev-Kumatj, musiken komponerades av Aleksandr Aleksandrov. Uruppförandet var vid Vitryska stationen i Moskva 26 juni 1941. Musiken spelas vid Segerdagsparaden i Moskva när Rysslands flagga och Sovjetiska segerfanan paraderas.

## Text
| Вставай, страна огромная, Вставай на смертный бой С фашистской силой тёмною, С проклятою ордой. Припев: (2x) Пусть ярость благородная Вскипает, как волна! Идёт война народная, Священная война! Дадим отпор душителям Всех пламенных идей, Насильникам, грабителям, Мучителям людей! Припев Не смеют крылья чёрные Над Родиной летать, Поля её просторные Не смеет враг топтать! Припев Гнилой фашистской нечисти Загоним пулю в лоб, Отребью человечества Сколотим крепкий гроб! Припев (2x) | Vstavaj, strana ogromnaja, Vstavaj na smertnyj boj! S fašistskoj siloj tjomnoju, S prokljatoju ordoj. Pripev: (2x) Pust’ jarost’ blagorodnaja Vskipaet, kak volna! Idjot vojna narodnaja, Svjaščennaja vojna! Dadim otpor dušiteljam Vsech plamennych idej, Nasil’nikam, grabiteljam, Mučiteljam ljudej. Pripev Ne smejut kryl’ja čornye Nad Rodinoj letat’, Polja ejo prostornye Ne smeet vrag toptat’. Pripev Gniloj fašistskoj nečisti Zagonim pulju v lob, Otreb’ju čelovečestva Skolotim krepkij grob! Pripev (2x) | Framåt väldiga land, framåt till den dödliga striden, mot de mörka fascistiska krafterna, mot de förbannade horderna. Refräng: (2x) Låt den ädla vreden koka som en våg! Folkets krig är på gång, det heliga kriget! Vi skall slå tillbaka de som förtrycker alla brinnande idéer. Våldtäktsmän och plundrare, folkets plågoandar. Refräng De svarta vingarna vågar inte flyga över Fosterlandet, Dess vida fält vågar fienden inte beträda! Refräng Vi skall skjuta en kula i i pannan på det ruttna fascistiska slöddret, vi skall bygga en solid likkista för mänsklighetens avskum! Refräng (2x) |